# 천상고원
"천상고원"(Heavenly Path)은 한국에서 제작된 김응수 감독의 2006년 드라마 영화이다. 이용희 등이 주연으로 출연하였고 김응수 등이 제작에 참여하였다.

## 출연

### 주연
- 이용희
- 김응수